# Lodewijk Peerenboom
Lodewijk Peerenboom (Koekelberg, 19 oktober 1872 - Sint-Jans-Molenbeek, 13 november 1937) was een Vlaams activist en lid van de Raad van Vlaanderen.

## Levensloop
Als zoon van Albert Peerenboom (1838-1899) trad hij in de voetsporen van zijn vader door deelname aan activiteiten binnen de Vlaamse Beweging. Hij werd in 1905 medestichter en wat later ondervoorzitter van de vereniging Eendracht is Macht die er in slaagde in 1909 een Vlaams Huis te openen op het adres Grote Markt 16. Hij was ook medestichter van Het Muziekfonds dat grote muzikale manifestaties organiseerde.
In juni 1916 was hij medestichter van de activistische Vlaamsche Landsbond. In februari 1917 werd Peerenboom lid van de Raad van Vlaanderen. Als medewerker van August Borms zette hij zich in voor de vernederlandsing van het openbaar leven in Brussel, onder meer van vier schouwburgen.
In november 1918 week hij uit naar Nederland. Toen hij in juni 1920 voor het hof van assisen van Brabant werd gedaagd, verscheen hij vrijwillig. Samen met zijn vriend Maurits Josson werd hij veroordeeld tot twee jaar hechtenis. Nadien werd hij in 1927 medestichter en ondervoorzitter van de Brusselse afdeling van het Vlaams Economisch Verbond en ondersteunde financieel Staf de Clercq.